# Chladicí stroj

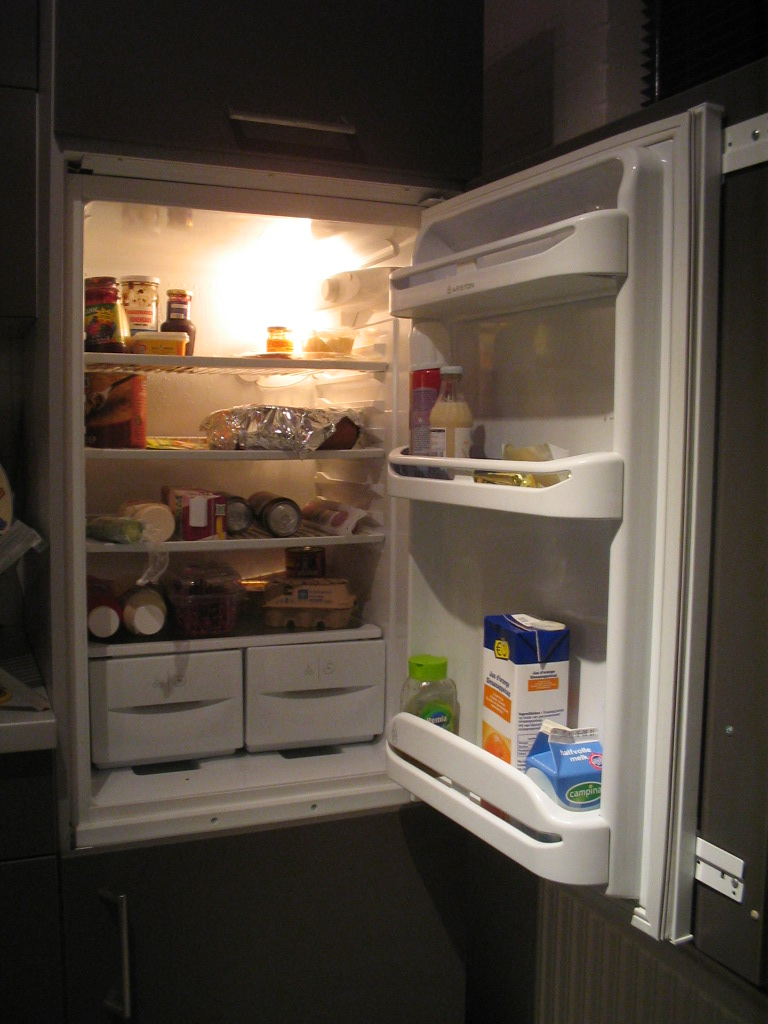
Otevřená lednička

Chladicí stroj je druh stroje, který je určený k chlazení jiných strojů, mechanismů či potravin (lednička). Chladicí stroj pracuje na dvou principech a to buď na chemickém, kdy chladicí stroj využívá chemických reakcí ke chlazení daného předmětu, nebo na fyzikálním, kdy v chladicím stroji cirkuluje chladicí médium (často vzduch nebo voda).

## Rozdělení

### Pasivní chlazení
Spočívá v samovolném proudění chladicího média kolem chlazeného předmětu. Kvůli zvýšení účinnosti může být chlazený předmět vybaven žebrovaným chladičem. Pasivní chlazení probíhá pouze tehdy, když je teplota okolního prostředí (vzduchu) nižší než teplota chlazeného předmětu. Pasivní chlazení je na rozdíl od aktivního naprosto nehlučné (výjimkou je pouze chlazení pomocí tzv. Peltierova jevu).

### Aktivní chlazení
Nutnost použití aktivního chlazení nastává tehdy, když je potřeba odebrat více tepla, nebo kdy jsme omezeni prostorem, nebo hmotností (nelze použít masivní pasivní chladič), tehdy nastupuje aktivní chlazení. Jeho princip spočívá v energií (většinou elektrickou) poháněném chladicím zařízení.